# Semioptila torta
Semioptila torta is een vlinder uit de familie Himantopteridae. De wetenschappelijke naam van deze soort is voor het eerst geldig gepubliceerd in 1887 door Butler.
De soort komt voor in tropisch Afrika.